# Matrioska (banda)
Matrioska es una banda formada en diciembre de 1996 en Milán, considerada una de las bandas ska más importantes de Italia, junto a otras como La Banda Bassotti, Aretuska o Giuliano Palma & the Bluebeaters. El sonido que propone nace de la fusión de varios géneros musicales, principalmente el pop, el rock y el punk, pero sin olvidar el origen rítmico del primer álbum. Se han transformado en una banda esencial para la escena ska italiana.

## Miembros
- Antonio Di Rocco (voz)
- Mauro Magnani (guitarra y trompeta)
- Luca Bossi (teclado)
- Antonio "Baleng" Viarengo (batería)
- Steve Palmieri (bajo)

## Discografía
- Can che abbaia divora (1997)
- Passi se è la prassi (1999)
- Stralunatica (2001)
- La domenica mattina (2002)
- La prima volta (2004)
- Lo strano effetto che fa (2006)
- Cemento (2013)
- Il bootleg (2015)